# Публий Корнелий Долабела (консул 44 г. пр.н.е.)
Вижте пояснителната страница за други значения на Публий Корнелий Долабела.
Публий Корнелий Долабела (на латински: Publius Cornelius Dolabella) e римски политик и генерал. Той е най-влиятелният член на патрицианската фамилия Корнелии, клон Долабела и зет на оратора Цицерон.
Долабела е син на претора от 69 пр.н.е. със същото име.
В първи брак е женен за Фабия, 
която е доста по-стара от него и той през 50 пр.н.е. се развежда. С нея има един син. През май 50 пр.н.е. Долабела се жени за Тулия, дъщерята на Цицерон.  Има много афери, между които и с Антония, втората жена на Марк Антоний.
През избухналата гражданска война в началото на 49 пр.н.е. между Помпей и Юлий Цезар, Долабела e на страната на Юлий Цезар и участва с него в битката при Фарсала.
През 48 пр.н.е. Долабела e осиновен от плебея Лентул и така става през 47 пр.н.е. народен трибун. През 44 пр.н.е. Долабела e избран за консул, заедно с Марк Антоний и застава на страната на убийците на Цезар. Той получава провинция Сирия и в Смирна убива Гай Требоний, проконсул на Азия.
Затова е обявен за държавен предател и сменен от Гай Касий Лонгин (един от убийците на Цезар).
През 43 пр.н.е. Касий напада Лаодикея, а Долабела заповядва на свой войник да го убие (края на юли 43 пр.н.е.). Въпреки омразата Касий дава нареждане да го погребат с чест.
Наследникът на Цезар Октавиан Август става консул и реабилитира Долабела на 19 август 43 пр.н.е., като анулира неговото наказание.